# C君
C君（英語：C Kwan），本名：鄭詩君（英語：Stephen Cheng Sze Kwan）；1983年11月22日—，香港饒舌組合「農夫FAMA」成員及樂隊The Island成員，前樂隊System Map的主音，現為香港無綫電視基本藝人合約藝員、節目主持，曾任J2台節目創意總監。

## 個人簡介
C君在1996年畢業於軒尼詩道官立小學下午校，後於2001年畢業於香港鄧鏡波書院中五年級，曾為潮流雜誌《Milk》作廣告撰稿員。其後於香港專業教育學院進修多媒體設計，曾於香港電台Teenpower擔任客席主持。亦曾於now.com.hk撰寫樂評、為東Touch、東方日報、100毛撰寫專欄，2009年更推出自己的首本散文集《大C想家》。
C君比較突出的特徵是無論樣貌與聲綫都與藝人快必相似。
C君亦醉心於風水命理、相學及掌學，亦是著名堪輿學家麥玲玲之愛徒。
2012年，C君於台灣旅遊，遇上永康街芒果冰店無故結業而成為台灣新聞人物。
2014年，C君以基本藝人合約身份加盟無綫電視，並投入拍攝電視劇，第一部正式作品是《鬼同你OT》，與陳豪、田蕊妮等人合作。近年為無綫電視監製徐正康的常用演員。
另外，C君患有地中海貧血症，要終生定期到醫院輸血。2017年12月，他接受訪問時表示童年故事相當悲慘，父母在他四、五歲時離異，自己亦患有地中海貧血，每個月都要到醫院輸血續命。幸得父親和繼母悉心照顧，與現任女友黃天頤拍拖三年，感情穩定，他坦言有想過結婚，甚至生小孩，他先向大家呼籲，無論有否這個病，生育前都應做身體檢查。
2018年11月，C君在《農夫十八歲生日快樂演唱會》上宣佈翌年將與黃天頤結婚。2019年2月，鄭詩君求婚成功。同年9月25日過大禮。婚照於日本富士山河口湖拍攝。12月13日，鄭詩君和天頤在中環四季酒店舉行婚禮，好友陸永任伴郎外，洪永城、黃翠如及蕭正楠等擔任兄弟團。

## 音樂會
- 音樂大亨音樂會 (2006)
- Nokia 903 Music Talkie 音樂會 (2007)
- 農夫舉高隻手演嘢會 (2009)
- Down To Earth 演唱會 (2010)
- 一尾講自爆 (2012)
- 張達明X農夫棟篤笑 (2014)
- 農夫等錢洗世界巡迴演唱會(旺角站) (2017年11月9-14日，共6場)
- 農夫等錢洗世界巡迴演唱會(澳門站) (2018年5月5日，共1場)
- 農夫等錢洗世界巡迴演唱會(廣州站) (2018年8月18日，共1場)
- 農夫等錢洗世界巡迴演唱會(中山站) (原定2018年9月22日，受颱風「山竹」影響，改為2018年10月20日，共1場)
- 農夫18歲生日快樂演唱會 (2018年11月9-11日，16-18日，共6場)
- 農夫等錢洗世界巡迴演唱會(東莞站) (2018年12月8日，共1場)
- 農夫18歲生日快樂演唱會(澳門站) (2019年6月29日，共1場)

## 演出作品

### 電影
- 《六樓后座2家屬謝禮》飾 C君(2008年4月24日上映)
- 《內衣少女》 (2008) 飾 CY
- 《死神傻了》 (2009)
- 《跳出去》(客串) (2009)
- 《七十二家租客》 (2010) 饰 旺角攒机王 with 陆永权
- 《飛砂風中轉》(2010)
- 《人間喜劇》(2010)
- 《我愛HK開心萬歲》 (2011)
- 《人約離婚後》 (2011)
- 《八星抱喜》 (2012)
- 《在一起》（2013）
- 《重口味》 (2013)
- 《男人唔可以窮》 (2014)
- 《ATM提款機》 (2015)
- 《開飯啦！》 (2016)
- 《PG戀愛指引》 (2016)
- 《江湖悲劇》 (2016)
- 《原諒他77次》 (2017)
- 《棟篤特工》 (2018)
- 《感動她77次》 (2019)
- 《作家的謊言：筆忠誘罪》 (2019)
- 《乜代宗師》（2020）

### 配音
- 《新喜劇之王》
- 《妖鈴鈴》
- 《貓狗鬥多番》
- 《奇鸚嘉年華》
- 《極速TURBO》
- 《奇鸚嘉年華2》
- 《小企鵝大長征2》

### 電視劇（無綫電視）
| 首播   | 劇名                 | 角色             | 性質                          |
| 2009年 | 老婆大人II           | B君              | 客串演出                      |
| 2015年 | 鬼同你OT             | 賴亞武           | 男配角                        |
| 2015年 | 樓奴                 | 區美男           | 男配角                        |
| 2016年 | 愛情食物鏈           | 邢燁源           | 男配角                        |
| 2016年 | 潮流教主             | 黎志全           | 男配角                        |
| 2016年 | 殭                   | 餐廳情侶         | 客串演出                      |
| 2016年 | 來自喵喵星的妳       | 魏帆             | 男配角                        |
| 2016年 | 幕後玩家             | 施醫生           | 客串演出大結局                |
| 2016年 | 流氓皇帝             | 學生領袖         | 客串演出                      |
| 2017年 | 我瞞結婚了           | 戴堅庭           | 第四男主角                    |
| 2017年 | 雜警奇兵             | 車奕晨           | 第二男主角                    |
| 2017年 | 誇世代               | 林尚明（Clever） | 特別演出                      |
| 2019年 | 廉政行動2019         | 權哥             | 客串演出                      |
| 2020年 | 降魔的2.0            | 風獅爺           | 第三男主角                    |
| 2020年 | 使徒行者3            | 當少             | 客串演出                      |
| 2020年 | 香港愛情故事         | Marco            | 特別演出                      |
| 2021年 | 陀槍師姐2021         | 瀟瀟             | 特別演出                      |
| 2021年 | 逆天奇案             | 宅男學員         | 特別演出                      |
| 2021年 | 智能愛人             | 標基             | 男配角                        |
| 2021年 | 把關者們             | 馬彪（彪叔叔）   | 男配角                        |
| 2021年 | 愛上我的衰神         | 發               | 客串演出                      |
| 2022年 | 青春本我             | 施Sir            | 客串演出                      |
| 2022年 | 凶宅清潔師（J2首播） | 常旭（Joe）      | 第四男主角 兼任本劇編審及監製 |

### 網絡劇（big big channel）
| 首播   | 劇名             | 角色 | 性質           |
| 2017年 | 西遊之八戒与沙憎 | 八戒 | 兩大男主角之一 |

### 主持節目（TVB）
- BOOM部落格
- 大龍鳳茶樓
- 農夫小儀嬉
- FUN識基本法
- 我的故事．我的歌
- 撳钱
- 700萬人的數字
- 猩猩補習班
- Think Big 天地
- 新春開運王
- Do姐有問題
- myTV SUPER呈獻：萬千星輝睇多D [22]
- 超強選擇1分鐘
- Do姐去Shopping
- 暖DD·食平D
- 男人食堂
- 洗衣鋪群星事件簿
- 我愛香港
- myTV SUPER 呈獻：萬千星輝放暑假
- 2016香港先生選舉
- 2016香港小姐選舉
- 嘩鬼上學去之農夫篇
- 星和無線電視大獎2016
- TVB馬來西亞星光薈萃頒獎典禮2016
- 嘩鬼上學去之農夫篇
- 請勿關燈
- 萬千星輝頒獎典禮2016
- Do姐有問題（第二輯）
- 群星拱照big big channel
- Do姐再Shopping
- 萬千星輝頒獎典禮2017
- Do姐有問題（第三輯）
- 晚間看地球
- Do姐有問題（第四輯）
- 港姐有問題
- 衝上雲霄大選
- 大整蠱
- 全城迎奧運
- 咁你都唔識
- 亞洲超星團
- Grand住去台北

### 電台節目
- 口水多過浪花（2012年8月13日至8月28日下午4時至6時）
- 好出奇（2013年4月22日起至2014年10月31日下午4時至6時）

## 曲詞編監作品

### 2003年
- 古天樂 - Mr. Cool（Hot Mix）（Rap詞）

### 2010年
- 農　夫 - Rap Along Song（曲、編、監）

### 2011年
- Josie & the Uni Boys - 天眼通（詞）
- 官恩娜 - 相對時空（詞）
- 泳　兒 - 精心戀愛（詞）
- 洪卓立 - 完美口味（詞）
- 陳文婷 - 單程機票（詞）

### 2012年
- AOA - 放肆（詞）
- AOA - 大不了（詞）
- 方大同 - I Want You Back（詞）
- 方大同 - 麥恩莉（詞）
- 石詠莉 - 一個人的旅行（詞）
- 林欣彤 - 第二次初戀（詞）
- 洪卓立 - 想一個人（詞）
- 洪卓立 - 某天再會（詞）
- 洪卓立 - 梵高的耳朵（詞）
- 洪卓立 - Last Dance（曲、詞）
- 彭永琛 - 天天樂天（詞）

### 2013年
- C AllStar Feat. 許志安 - 惺惺相惜（曲、詞）
- J.Arie - 拼命虛耗（曲、詞）
- Robynn & Kendy - LaLaLa（詞）
- 官恩娜 - So In Love（詞）
- 洪卓立 - 戀一生的意志（詞）
- 洪卓立 - 無聲佔有（詞）
- 洪卓立 - 對焦這一秒（詞）
- 洪卓立 - 留下的房客（詞）
- 洪卓立 - 緊張你（詞）
- 洪卓立 - 時間差（詞）
- 洪卓立 Feat. C君 - "How about you?"（曲、詞）
- 張紋嘉 - 假裝愉快（詞）
- 張惠雅 - 再見彩虹（詞）
- 張繼聰 - 把自己掌握（詞）
- 許志安 - 你是你（曲、詞）
- 許靖韻 - 仍未心死（詞）
- 陳柏宇 - 放空（詞）
- 陳慧琳 - It's all about timing（詞）
- 蔡卓妍 - 錯過（詞）
- 薛凱琪 - 復原（詞）
- 薛凱琪 - 宮若梅（曲）
- 蘇耀宗、C君、朱薰 - 最緊要出奇（曲、詞）

### 2014年
- 方大同 - 小方（詞）
- 方大同 Feat. 葛仲珊 - 愛不來（詞）
- 王梓軒 - Run（詞）
- 王梓軒 - 千色（詞）
- 許靖韻 - 不如告白（詞）

### 2015年
- Super Girls - 蓓蕾（國）（詞）
- 方大同 - 聽（詞）
- 陳柏宇 - 我瞞你們（詞）
- 謝安琪 - 香女人（詞）
- 關心妍 - 關家姐（詞）

### 2016年
- A2A - You Ain't Comin' Back（詞）
- Bingo - 好好愛（詞）
- ReVe - What?（詞）
- 方大同 - 黑夜（詞）
- 方大同 - 很不低調（詞）
- 方大同 - 放不過自己（詞）
- 溫　拿 - Friend過打Band（詞）
- 鍾舒漫、王君馨 - 隱型（詞）

### 2017年
- Gin Lee Feat. C君 - 今朝有酒（詞）
- 王詩安 - 徠卡味（詞）
- 周柏豪 - 上下線（詞）
- 薛凱琪 - 做我的知己（詞）

### 2018年
- 張可盈 - 記得你的名字（詞）
- 薛家燕 - Captain Nancy（詞）

### 2019年
- 王梓軒 - 多得你（詞）

### 2021年
- Little by little兒童合唱團 - 眾生頌（曲、詞）
- 咖啡因公園 - 所有回憶都是潮濕的（詞）

### 2022年
- 薛凱琪 - 我不完美（詞）
- 文凱婷 - 都市傳說（曲、詞[註 2]、編、監）

### 2024年
- 姚焯菲 - Will You Be My Lover（曲、詞、編、監）
- 農　夫 - 我只係茄哩啡（曲、編）
- 農　夫 - 今日我係乜都唔會做（曲、編、監）

## 音樂錄像
- 2016年：SIS樂印姊妹〈新世界〉男主角

## 獎項及提名

### 電視獎項
| 年份   | 頒獎機構                  | 獎項                    | 作品               | 角色/拍檔      | 結果 |
| ------ | ------------------------- | ----------------------- | ------------------ | -------------- | ---- |
| 2015年 | SINA頒獎禮 - 微博之星2015 | 微博給力綜藝節目        | 《Do姐去Shopping》 | 不適用         | 獲獎 |
| 2015年 | 萬千星輝頒獎典禮2015      | 最佳綜藝及特備節目      | 《Do姐去Shopping》 | 不適用         | 獲獎 |
| 2016年 | 星和無綫電視大獎2016      | 我最愛TVB綜藝節目主持人 | 《Do姐有問題》     | 不適用         | 獲獎 |
| 2016年 | 萬千星輝頒獎典禮2016      | 最佳節目主持            | 《Do姐有問題》     | 與鄭裕玲及陸永 | 獲獎 |
| 2017年 | 第1屆香港電視大獎         | 節目主持人獎            | 《Do姐再Shopping》 | 與鄭裕玲及陸永 | 獲獎 |
| 2017年 | 第2屆观眾在民間電視大奬   | 民選最佳節目主持        | 《Do姐再Shopping》 | 與鄭裕玲及陸永 | 獲獎 |
| 2017年 | 萬千星輝頒獎典禮2017      | 最佳節目主持            | 《Do姐再Shopping》 | 與鄭裕玲及陸永 | 獲獎 |
| 2021年 | 萬千星輝頒獎典禮2021      | 最佳男配角              | 《智能愛人》       | 標基           | 提名 |
| 2021年 | 萬千星輝頒獎典禮2021      | 最受歡迎電視拍檔        | 《把關者們》       | 與陳自瑤       | 提名 |

### 音樂獎項
| 年份   | 頒獎機構                                | 獎項                                | 作品                     | 結果 |
| ------ | --------------------------------------- | ----------------------------------- | ------------------------ | ---- |
| 2007年 | 2007年叱吒樂壇流行榜頒獎典禮            | 叱吒樂壇組合金獎                    | 不適用                   | 金獎 |
| 2007年 | 2007年叱吒樂壇流行榜頒獎典禮            | 我最喜愛的組合                      | 不適用                   | 獲獎 |
| 2007年 | SINA Music樂壇民意指數頒獎禮2007        | 我最喜愛組合（香港）                | 不適用                   | 獲獎 |
| 2007年 | SINA Music樂壇民意指數頒獎禮2007        | SINA MUSIC新浪直播室 - 最高收視大獎 | 不適用                   | 獲獎 |
| 2008年 | 2008年十大中文金曲頒獎典禮              | 十大金曲獎                          | 《全民皆估》             | 獲獎 |
| 2008年 | 2008年十大中文金曲頒獎典禮              | 最受歡迎組合獎金獎                  | 不適用                   | 金獎 |
| 2008年 | 2008年叱吒樂壇流行榜頒獎典禮            | 叱咤樂壇我最喜愛的組合              | 不適用                   | 獲獎 |
| 2008年 | 2008年叱吒樂壇流行榜頒獎典禮            | 叱吒十大歌曲 - 第八位               | 《舉高隻手》             | 獲獎 |
| 2008年 | 2008年叱吒樂壇流行榜頒獎典禮            | 叱吒樂壇組合金獎                    | 不適用                   | 金獎 |
| 2008年 | 新城勁爆頒獎禮2008                      | 新城勁爆我最欣賞組合                | 不適用                   | 獲獎 |
| 2008年 | YAHOO!搜尋人氣大獎2008                  | 本地音樂男子組合                    | 不適用                   | 獲獎 |
| 2008年 | 第七屆華語音樂傳媒大奖                  | 最佳組合                            | 不適用                   | 獲獎 |
| 2008年 | 第七屆華語音樂傳媒大奖                  | 最佳嘻哈藝人                        | 不適用                   | 獲獎 |
| 2008年 | 南方都市報 - 第八屆華語音樂傳媒大奖2008 | 最佳組合                            | 不適用                   | 獲獎 |
| 2008年 | 南方都市報 - 第八屆華語音樂傳媒大奖2008 | 最佳嘻哈藝人                        | 不適用                   | 獲獎 |
| 2009年 | 2009年度新城勁爆頒獎禮                  | 新城勁爆我最欣賞組合                | 不適用                   | 獲獎 |
| 2009年 | 2009年十大勁歌金曲頒獎典禮              | 最受歡迎組合                        | 不適用                   | 銅獎 |
| 2009年 | 2009年新城国语力颁奖礼                  | 新城國語新勢力組合                  | 不適用                   | 獲獎 |
| 2009年 | 2009年新城国语力颁奖礼                  | 新城国语力合唱歌曲                  | 《话太普通》（與季欣霈） | 獲獎 |
| 2010年 | 2010年度叱咤樂壇流行榜頒獎典禮          | 叱咤樂壇組合金獎                    | 不適用                   | 金獎 |
| 2010年 | 2010年度新城勁爆頒獎禮                  | 新城勁爆專輯                        | 《O'FAMA》               | 獲獎 |
| 2010年 | 2010年度新城勁爆頒獎禮                  | 新城勁爆我最欣賞組合                | 不適用                   | 獲獎 |
| 2011年 | 2011年十大中文金曲頒獎典禮              | 全年最佳進步獎                      | 不適用                   | 銅獎 |
| 2011年 | 2011年度新城勁爆頒獎禮                  | 新城勁爆歌曲                        | 《全民合拍》             | 獲獎 |
| 2011年 | 2011年度新城勁爆頒獎禮                  | 新城勁爆我最欣賞組合                | 不適用                   | 獲獎 |
| 2012年 | 2012年度叱咤樂壇流行榜頒獎典禮          | 叱咤樂壇組合銅獎                    | 不適用                   | 銅獎 |
| 2012年 | 新城勁爆頒獎禮2012                      | 新城勁爆組合                        | 不適用                   | 獲獎 |
| 2012年 | 新城勁爆頒獎禮2012                      | 新城勁爆歌曲                        | 《同伴》                 | 獲獎 |
| 2015年 | SINA頒獎禮 - 微博之星2015               | 微博給力男組合                      | 不適用                   | 獲獎 |